# Anthony D’Esposito

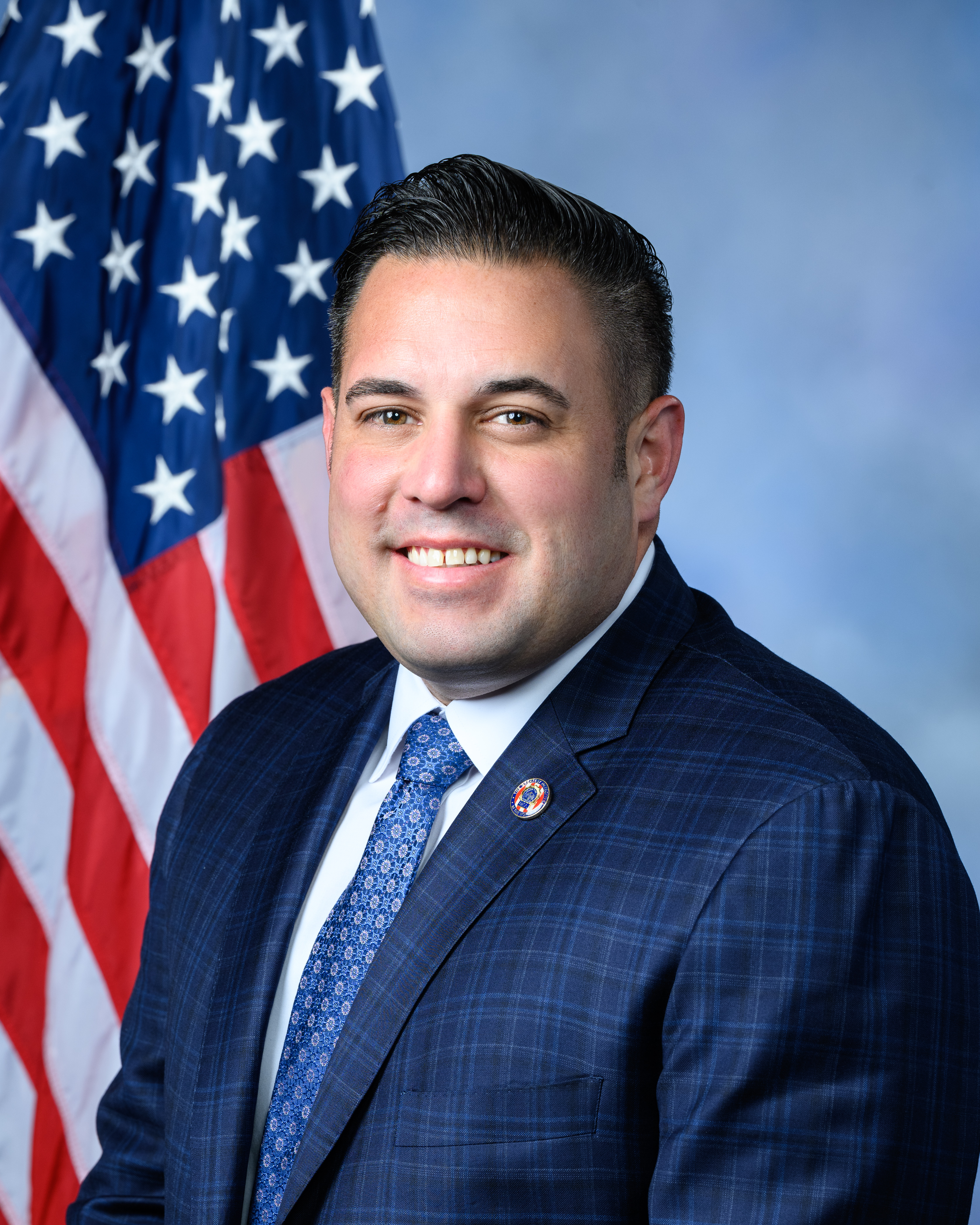
Anthony D’Esposito (2023)

Anthony P. D’Esposito (* 22. Februar 1982 in Island Park, New York) ist ein US-amerikanischer Politiker der Republikanischen Partei. Ab dem 3. Januar 2023 vertrat er den 4. Kongresswahlbezirk des Bundesstaates New York im Repräsentantenhaus der Vereinigten Staaten. Bei den Wahlen 2024 unterlag er der demokratischen Herausforderin Laura Gillen und musste daher zum 3. Januar 2025 aus dem Kongress ausscheiden.

## Ausbildung und Leben
D’Espositos Eltern waren beide kommunale Angestellte in Hempstead Town. Sein Vater galt als Vertrauter von Al D’Amato, dem früheren US-Senator für New York, und gut vernetzt in der lokalen Republikanischen Partei. Von 2000 bis 2004 studierte D’Esposito an der Hofstra University und erwarb einen Bachelor (B.A.) in Englischer Literatur. Von 2006 bis 2016 war er Detective beim New York City Police Department. Von 2018 bis zu seiner Kongresskandidatur war er Verwaltungsassistent bei der Wahlbehörde von Nassau County.
D’Esposito wohnt in Island Park im Nassau County und ist verlobt.

## Politische Karriere
D’Esposito wurde 2016 zum Stadtrat in Hempstead ernannt und 2017 und 2021 per Wahl jeweils im Amt bestätigt.
2022 kandidierte er im 4. Kongresswahlbezirk von New York für das US-Repräsentantenhaus. Der Wahlkreis liegt im Südwesten von Long Island und gilt als einer der wohlhabendsten der USA. Die vorherige Amtsinhaberin Kathleen Rice (Demokraten) trat nicht zur Wiederwahl an. Trotz des tendenziell eher demokratisch geprägten Wahlkreises konnte sich D’Esposito bei der Wahl am 8. November 2022 gegen seine demokratische Herausforderin Laura Gillen mit 51,9 zu 48,1 % knapp durchsetzen. Sein Überraschungserfolg trug mit dazu bei, dass die Republikaner im Repräsentantenhaus wieder die Mehrheit gewinnen konnten. D’Esposito war einer der frühen Kritiker seines Long Islander Kongresskollegen George Santos und betrieb nach Bekanntwerden der Betrugsvorwürfe gegen diesen maßgeblich seinen Ausschluss aus dem Repräsentantenhaus.
Wenige Wochen vor den Wahlen 2024 veröffentlichte die New York Times eine Recherche, nach der D’Esposito eine Affäre gehabt haben und sowohl diese als auch die Tochter seiner Verlobten als Mitarbeiterinnen in seinem Wahlkreisbüro beschäftigt haben soll. D’Esposito bestritt, Ethikregeln des Kongresses verletzt zu haben. Die Wahl am 5. November 2024 verlor er schließlich knapp gegen seine erneute Kontrahentin Laura Gillen. Seine Amtszeit im US-Kongress endete am 3. Januar 2025.
Im 118. Kongress saß D’Esposito in folgenden Ausschüssen und Unterausschüssen (in kursiv):
- United States House Committee on Transportation and Infrastructure (Verkehrsausschuss)
  - Luftfahrt
  - Schnellstraßen und Transit
- United States House Committee on Homeland Security (Ausschuss für Innere Sicherheit)
  - Katastrophenfalllmanagement und- technologie (Vorsitz)
  - Terrorismusabwehr, Polizeibehörden und Nachrichtendienste
- United States House Committee on House Administration (Organisationsausschuss)
  - Wahlen
  - Aufsicht